# All by Myself
"All by Myself" là bản power ballad của ca sĩ người Mỹ Eric Carmen, phát hành vào năm 1975. Ca khúc được sáng tác theo giai điệu của chương Adagio sostenuto của bản Concerto số 2 cho piano, Op. 18 của Sergei Rachmaninoff. Phần điệp khúc được Carmen lấy cảm hứng từ ca khúc "Let's Pretend" mà anh từng thu âm cùng ban nhạc The Raspberries vào năm 1972.
Ca khúc được nằm trong album solo đầu tay của Carmen sau khi chia tay nhóm power pop The Raspberries và trở thành đĩa đơn đầu tay của anh, phát hành vào tháng 11 năm 1975 với thành công lớn. Ca khúc đạt vị trí số 2 tại Billboard Hot 100, số 1 tại Cash Box Top 100 Singles và số 3 tại Canada. Đĩa đơn bán được hơn 1 triệu bản chỉ riêng tại Mỹ và đạt chứng chỉ Vàng từ RIAA vào tháng 4 năm 1976. "All By Myself" cũng là một trong số 8 đĩa đơn của sự nghiệp Carmen tại Canada Top 40. Tuy nhiên tại Anh, ca khúc chỉ có được vị trí số 12. Trong cuộc bình chọn Các ca khúc chia tay của Anh được yêu thích nhất" bởi đài Channel 5, ấn bản của Carmen được xếp hạng ở vị trí số 17.
Carmen cho rằng âm nhạc của Rachmaninoff là "một sản phẩm nhân loại" và không cần phải xin bản quyền. Ngay sau khi album được phát hành, anh cũng đã liên lạc với gia đình Rachmaninoff và thông báo với những bên liên quan. Một thỏa thuận được thống nhất, và gia đình Rachmaninoff được nhận 12% tác quyền của các ca khúc "All By Myself" và "Never Gonna Fall in Love Again" – một ca khúc khác dựa theo Bản giao hưởng số 2 của ông.
"All by Myself" sau đó được rất nhiều nghệ sĩ hát lại, trong đó có Céline Dion, Frank Sinatra, Igudesman & Joo và Il Divo.
Ấn bản của Carmen sau này được đưa vào trong video "Legally Prohibited from Being Funny on Television Tour" của Conan O'Brien với hình ảnh người dẫn chương trình béo phì và râu rậm nói về cuộc đời mình sau khi bị sa thải khỏi chương trình Tonight Show. Ca khúc cũng được đưa vào tập 17 của serie phim truyền hình Những người bạn (nói về tình bạn giữa Joey và Chandler) và tập 4 của sitcom That 70's Show. Đây cũng là nhạc của bộ phim Under Wraps và I nuovi mostri.

## Xếp hạng
| Bảng xếp hạng (1975–76)                      | Vị trí cao nhất |
| -------------------------------------------- | --------------- |
| Australia (ARIA)                             | 7               |
| Bỉ (Ultratop 50 Flanders)                    | 15              |
| Canada (RPM)                                 | 3               |
| Canadian Adult Contemporary                  | 1               |
| Ireland (IRMA)                               | 16              |
| Hà Lan (Dutch Top 40)                        | 10              |
| New Zealand (Recorded Music NZ)              | 6               |
| UK (The Official Charts Company)             | 12              |
| U.S. Billboard Hot 100                       | 2               |
| U.S. Billboard Hot Adult Contemporary Tracks | 6               |
| U.S. Cash Box Top 100                        | 1               |

| Bảng xếp hạng (1976)   | Vị trí |
| ---------------------- | ------ |
| Australia              | 67     |
| Canada                 | 54     |
| U.S. Billboard Hot 100 | 40     |
| U.S. Cash Box          | 41     |